# Alicja Dorabialska

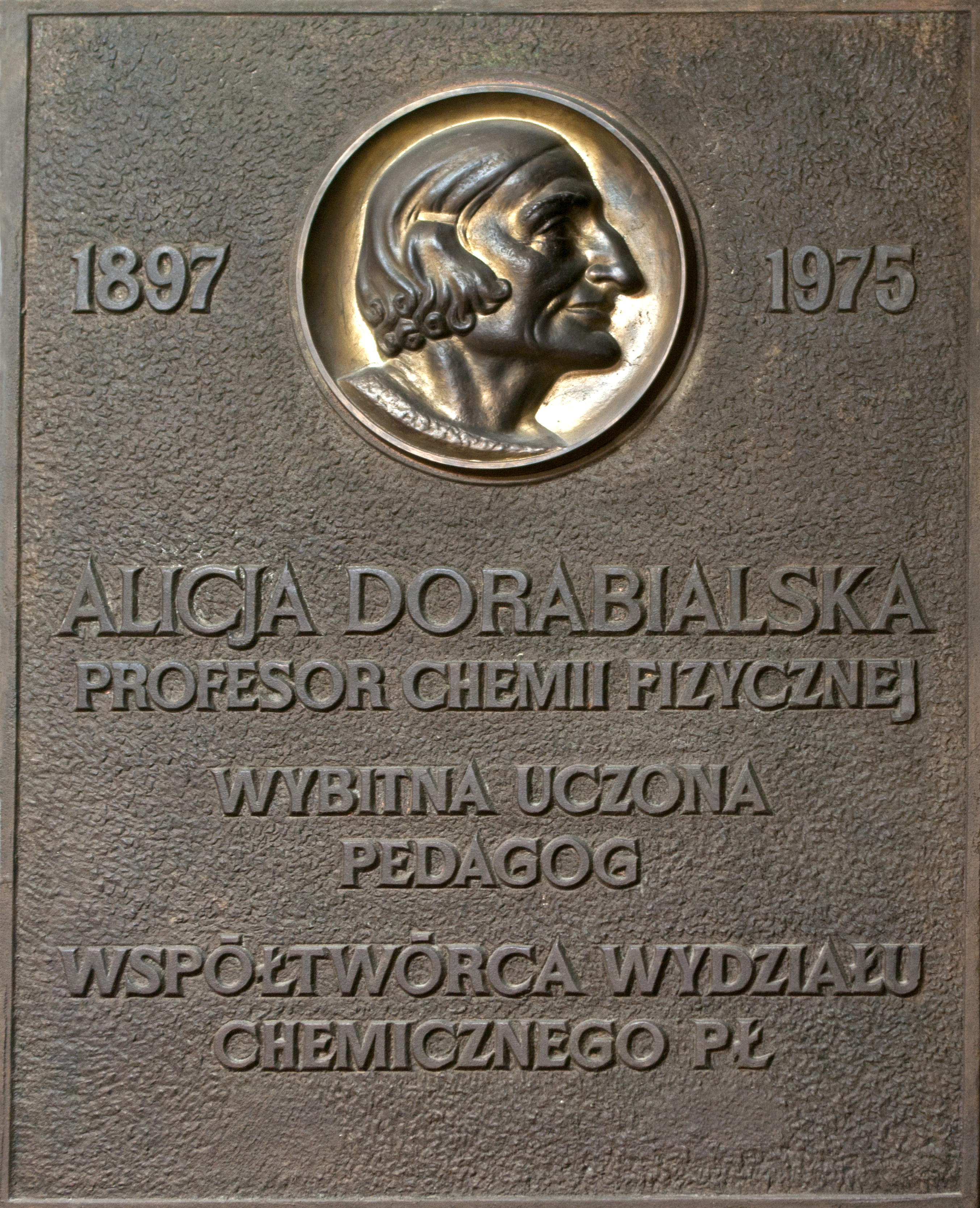
Tablica upamiętniająca prof. Alicję Dorabialską na Wydziale Chemicznym PŁ

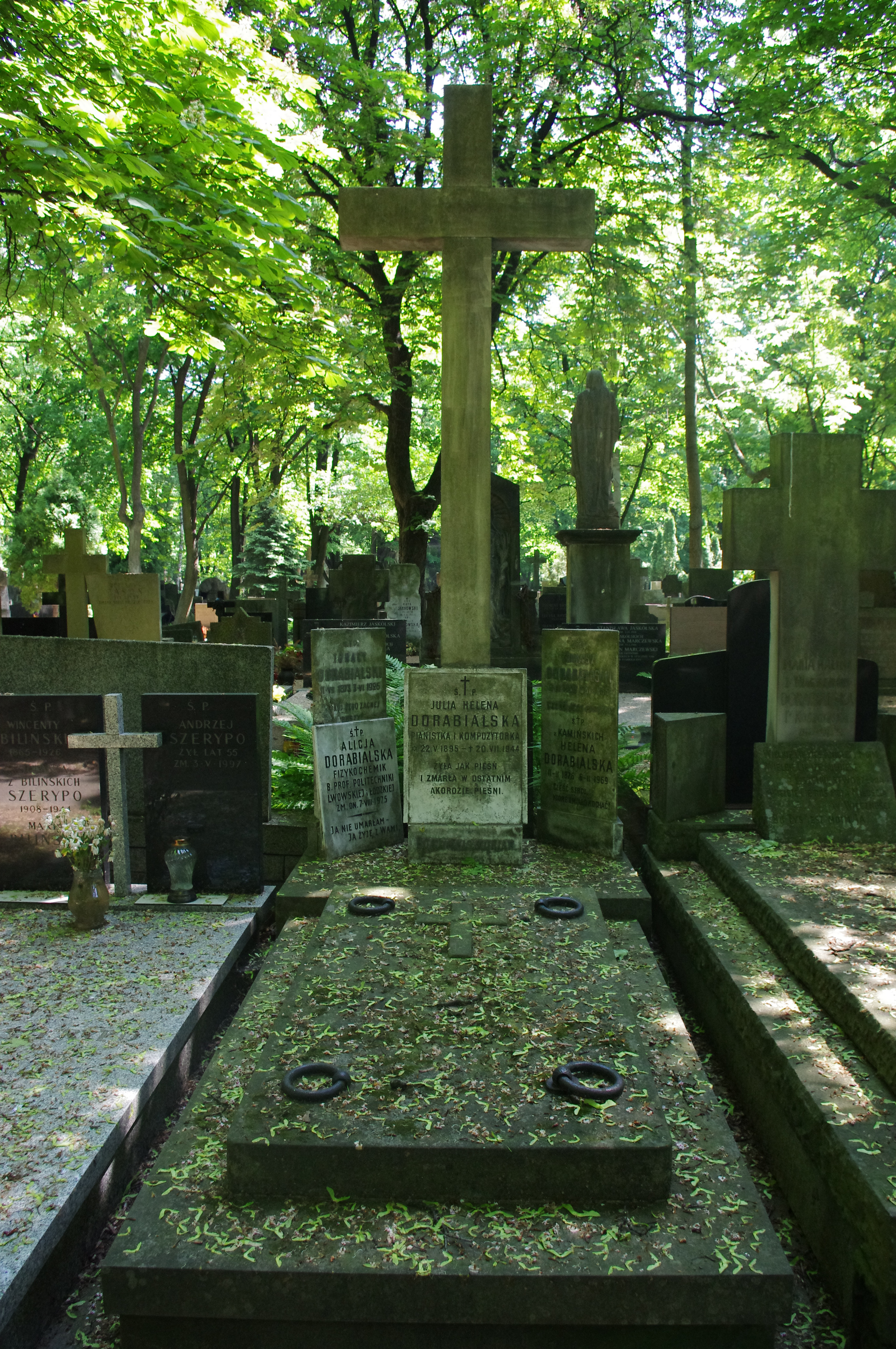
Grób fizyko-chemiczki Alicji Dorabialskiej i pianistki oraz kompozytorki Julii Heleny Dorabialskiej na cmentarzu Powązkowskim w Warszawie

Alicja Dorabialska (ur. 14 października 1897 w Sosnowcu, zm. 7 sierpnia 1975 w Warszawie) – polska fizykochemiczka, profesor Politechniki Lwowskiej, Warszawskiej i Łódzkiej.

## Życiorys
Urodziła się 14 października 1897 w Sosnowcu, w rodzinie urzędnika pocztowego Tomasza i Heleny z Kamińskich. W latach 1908–1913 uczęszczała do Siedmioklasowej Szkoły Handlowej pani Józefy Siwikowej (obecnie II Liceum Ogólnokształcącego im. Emilii Plater) w Sosnowcu. Po przeniesieniu się do Warszawy była jedną z założycielek tajnego skautingu w stolicy. W 1914, po ukończeniu klasy VII w Siedmioklasowej Szkole Handlowej Teodory Raczkowskiej w Warszawie i uzyskaniu świadectwa dojrzałości, rozpoczęła studia w Towarzystwie Kursów Naukowych w Warszawie, a w latach 1915–1918 kontynuowała studia w Moskwie na wydziale fizyko-chemicznym Wyższego Kursu Żeńskiego. W latach 1918–1922 była asystentką profesora Wojciecha Świętosławskiego w Zakładzie Chemii Fizycznej Politechniki Warszawskiej. W 1922 Dorabialska uzyskała na Uniwersytecie Warszawskim tytuł doktora chemii za pracę Badania termochemiczne nad stereoizomerią ketoksymów, napisaną pod kierunkiem prof. Wiktora Lampego. W latach 1925–1926 pod kierunkiem Marii Skłodowskiej-Curie w Instytucie Radowym w Paryżu kontynuowała studia uzupełniające. Po powrocie do Warszawy, w 1928 habilitowała się na Politechnice Warszawskiej w dziedzinie chemii fizycznej, a w 1934 r. uzyskała tytuł profesora nadzwyczajnego oraz nominację na kierownika Katedry Chemii Fizycznej Politechniki Lwowskiej. W ten sposób – jako pierwsza kobieta – została profesorem Politechniki Lwowskiej.
W dwudziestoleciu międzywojennym działała społecznie. Była członkinią tajnego „Zet”-u, w czerwcu 1919 została wybrana do Centralizacji „Zet”-u.
W maju 1940 w ramach umowy przesiedleńczej między Niemcami a ZSRR wyjechała ze Lwowa do Warszawy. W okresie okupacji wykładała na tajnych studiach w Warszawie. W 1945 otrzymała nominację na profesora zwyczajnego i jednocześnie objęła Katedrę Chemii Fizycznej na Wydziale Chemicznym Politechniki Łódzkiej. Została również dziekanem Wydziału Chemicznego.
Zajmowała się głównie problematyką ciepła promieniowania radioizotopów, mikrokalorymetrią, przemianami alotropowymi, korozją metali oraz historią chemii. Jej dorobek naukowy obejmuje 128 publikacji – głównie z dziedziny kalorymetrii, radiochemii i chemiluminescencji, w tym 5 opracowań książkowych. W 1968 otrzymała Nagrodę „Problemów” za osiągnięcia w dziedzinie popularyzowania wiedzy o chemii fizycznej.
W 1972 wydała wspomnienia zatytułowane Jeszcze jedno życie.
Nie miała dzieci ani nie wyszła za mąż. Zmarła w 1975 roku, spoczywa na cmentarzu Powązkowskim w Warszawie (kwatera 107-6-6).

## Członkostwa
- Polskie Towarzystwo Chemiczne (1957–1960 wiceprezes, 1960–1963 prezes Zarządu Głównego, od 1965 Członek Honorowy)
- Polskie Towarzystwo Badań Radiacyjnych im. Marii Skłodowskiej-Curie (od 1969 Członek Honorowy Towarzystwa)
- Towarzystwo Naukowe Warszawskie (od 1932 członek korespondent, od 1945 członek zwyczajny)
- Łódzkie Towarzystwo Naukowe (od 1947 członek, 1965–1969 wiceprezes)
- Stowarzyszenie Inżynierów i Techników Przemysłu Chemicznego Członek Honorowy Stowarzyszenia

## Ordery i odznaczenia
- Krzyż Komandorski Orderu Odrodzenia Polski
- Krzyż Niepodległości (13 kwietnia 1931)[9]
- Krzyż Oficerski Orderu Odrodzenia Polski
- Krzyż Kawalerski Orderu Odrodzenia Polski
- Medal 10-lecia Polski Ludowej (22 lipca 1955)[10]
- Medal Dziesięciolecia Odzyskanej Niepodległości[1]

## Publikacje (wybór)
- Badania termochemiczne nad oksymami, 1925
- Mikrokalorymetr adjabatyczny do badań radjologicznych, 1927
- O cieple promieniowania radjatoru, 1927
- Ciepło promieniowania polonu, 1930
- Mikrokalorymetryczne pomiary efektu cieplnego zmiennego w czasie, 1931
- Mikrokalorymetryczne pomiary okresu półtrwania polonu, 1931
- Badania nad nienormalnie wielkiemi efektami cieplnemi pewnych minerałów promieniotwórczych, 1932
- Badania termochemiczne nad korozją metali, 1937
- Znaczenie metody termochemicznej w badaniach nad korozją, 1937
- Badania fotograficzne w dziedzinie słabych promieniowań, 1938
- Tajemnice powietrza, 1938
- Zastosowanie metody Millikana do badania słabej promieniotwórczości, 1939
- Dwa doświadczenia z zakresu promieniotwórczości antymonu, 1946
- Promieniotwórczość naturalna pierwiastków chemicznych, 1952
- Prace Marii Skłodowskiej-Curie, 1954
- Maria Skłodowska-Curie, 1967